# ペットショップ物語
ペットショップ物語（ペットショップものがたり）とは、タイトーから発売されているペットショップシミュレーションシリーズ。

## シリーズ作品
かわいいペットショップ物語
1999年9月23日にゲームボーイカラーで発売。
かわいいペットショップ物語2
2000年12月22日にゲームボーイカラーで発売。
かわいいペットショップ物語3
2002年6月28日発売にゲームボーイアドバンスで発売。発売元はパシフィック・センチュリー・サイバーワークス・ジャパン。
ペットショップ物語DS
2008年7月10日発売にニンテンドーDSで発売。
ペットショップ物語DS 2
2010年4月1日発売にニンテンドーDSで発売。